# Mastocitosi sistemica
Per  mastocitosi sistemica in campo medico, si intende una forma di infiltrazione mastocitaria non a livello cutaneo (in quel caso si parla di mastocitosi cutanea).
La mastocitosi sistemica aggressiva, con o senza associazione ad altre malattie ematologiche, viene trattata con farmaci di nuova generazione come la cladribina e la midostaurina, farmaco in uso negli Stati Uniti che in Italia può essere ottenuto per uso compassionevole in questo tipo di malattia, ancora orfana di farmaco specifico.

## Epidemiologia
Colpisce prevalentemente in età adulta. Interessa anche organi come fegato e milza.

## Tipologia
Esistono 3 forme di mastocitosi sistemica:
- Asintomatica, la forma più lieve
- Con disturbi ematologici
- Aggressiva, nella cui definizione rientrano i casi in cui nel midollo osseo si riscontrano più del 20% di mastociti.

## Manifestazioni cliniche
- manifestazioni cutanee
  - prurito
  - eritema
- manifestazioni gastro-intestinali
  - dolore addominale
  - diarrea
  - vomito
  - nausea
- manifestazioni osteoarticolari
  - artralgia
  - osteomalacia
- manifestazioni neurologiche
  - cefalea
  - alterazioni della memoria
- nei casi più gravi sincope e shock.

## Eziologia
Le cause sono dovute a mutazioni del gene Kit, che codifica per la citochina SCF (il maggiore fattore di crescita dei mastociti). La mutazione più frequente è D816V.

## Diagnosi
Occorre differenziarla da manifestazioni simili come la sindrome di Zollinger-Ellison (per eliminare ogni dubbio del caso si controlla la gastrina sierica) e alcuni tipi di masse tumorali. Una corretta diagnosi la si può concludere con anamnesi dove si comprende i quadro clinico del soggetto.

## Terapia
Si utilizzano gli anti-H1 e anti-H2, cromolyn 200 mg, mentre altri farmaci come i citotossici si stanno sperimentando e la loro efficacia ancora non sono state comprovate.

## Prognosi
La prognosi cambia a seconda della tipologia, ottima nel caso di quella asintomatica.